# Yoshiko Shinohara
Yoshiko Shinohara (Prefectura de Kanagawa,  19 de octubre de 1934) es una empresaria japonesa pionera entre las mujeres ejecutivas de su país y una de las mujeres más poderosas del mundo de los negocios. Es fundadora y propietaria del 85 % de Tempstaff Group, la mayor empresa de trabajo temporal de Japón. 

## Trayectoria
Se casó a los 20 años pero tras comprobar la posición de las mujeres en el matrimonio se separó en seis meses a pesar de la oposición de su madre y su hermano que, como su padre había fallecido, ostentaba la autoridad familiar. Trabajó como secretaria hasta que recibió la herencia de su padre y se fue a Europa a estudiar durante cinco años. De Europa viajó a Australia y desde allí dos años después regresó a Japón. Decidió abrirse camino en el mundo empresarial japonés, explica, cuando se dio cuenta de que por mucho que trabajara no podría prosperar. También explica los recuerdos de acoso sexual y desprecio que tuvo que enfrentar durante años.
En 1973, a los 38 años, inició con unos 3000 euros en su propio apartamento una agencia de trabajo temporal, Tempstaff, se esforzó para encontrar clientes y tuvo que presionar al Ministerio de Trabajo que se oponía al trabajo temporal explica la revista Forbes. En la década de los 80 el negocio se estabilizó y en los 90 cuando llegó la crisis y los problemas económicos las empresas japonesas abandonaron las garantías de empleo de por vida. En 2012 Tempstaff tenía unos 5.000 empleados, $ 2.9 mil millones en ventas anuales y 12 oficinas en el extranjero.